# Hein van de Geyn
Hein van de Geyn (Schijndel, 18 juli 1956) is een Nederlandse contrabassist en componist.
Van de Geyn werd geboren in een muzikale familie. Hij studeerde 15 jaar viool en speelde daarnaast gitaar. Als tiener begon hij basgitaar te spelen. Nadat hij in 1977 op het Laren Jazzfestival de solistenprijs had gewonnen besloot hij contrabas te gaan spelen. Hij maakte zijn studie aan de conversatoria van Tilburg en Rotterdam af en vertrok in 1980 naar de Verenigde Staten.
Hij is een bassist die op vele jazz-albums verschenen is, als frontman en als mede-artiest. In 1998 won Van de Geyn een North Sea Jazz-award. Dit jaar kreeg hij meerdere stemmen in de wedstrijd 'Beste akoestische bassist', georganiseerd door de VRT. Van de Geyn was docent en artistiek manager van de Rotterdam Jazz Academy, een onderdeel van Codarts. Hij speelde onder andere bij Toots Thielemans, Chet Baker, Lee Konitz, Tal Farlow en Dee Dee Bridgewater. Hij werkte ook meer dan tien jaar samen met zangeres Paulien van Schaik; samen hebben ze drie CD's uitgebracht. Ook had hij zijn eigen band: Baseline.
Sinds 2005 is Van de Geyn eigenaar van platenlabel Challenge Jazz. Voor dit label produceerde hij een honderdtal CDs. De catalogus omvat een kleine 200 titels, waaronder opnames door Toots Thielemans, Enrico Pieranunzi, Chet Baker, Bob Brookmeyer and Nat Adderley.
Verder schreef Van de Geyn een omvangrijke methode: Comprehensive Bass Method. Enige andere boeken volgden.
In 2010 zette Van de Geyn een punt achter zijn carrière als jazzbassist en vertrok met zijn gezin naar Zuid-Afrika waar hij een guest house begon, samen met zijn vrouw Cyrille Carreon. Hij is verbonden als docent aan de Universiteit van Kaapstad.

## Discografie

### Als leider
- 1990: Meets (met Lee Konitz)
- 1994: Why Really (met Baseline)
- 1995: Standards (met Baseline)
- 1996: Returns (met Baseline)
- 1999: Woodwind Works (met I Soloist del Vento)
- 2000: Deja Vu (met Baseline)
- 2006: Meeting Again (met Lee Konitz)
- 2006: The Guitar Album (met Baseline)

### Als sideman
Met Philip Catherine
- Transparence (Inakustic, 1986)
- Oscar (Igloo, 1988)
- September Sky (September, 1988)
- I Remember You (Criss Cross, 1990) met Tom Harrell
- Moods I (Criss Cross, 1992) met Tom Harrell
- Moods II (Criss Cross, 1992) met Tom Harrell
- Live (Dreyfus, 1996)
- Blue Prince (Dreyfus, 2000)
- Concert in Cap Breton (Dreyfus, 2007)

Met Dee Dee Bridgewater
- In Montreux (Polydor, 1990)
- Live At l'Opera-Paris DVD (Polygram, 1990)
- Keeping Tradition (Verve, 1990)
- Love And Peace (Verve, 1994)

Met Enrico Pieranunzi
- Seaward (Soul Note, 1995)
- Don't Forget The Poet (Challenge Jazz, 1999)
- Music Of Wayne Shorter (Challenge Jazz, 2000)
- Improvised Forms (Challenge Jazz, 2000)
- Alone Together (Challenge Jazz, 2000) met Philip Catherine
- Live in Paris (Challenge Jazz, 2001)

Met Chet Baker
- Hazy Hugs (Challenge Jazz, 1985) met Amstel Octet
- Chet's Choice (Criss Cross, 1985) met Philip Catherine
- Memories (King, 1987)
- Four (King, 1987)
- One night in Tokyo (Immortal 2007)

Met Toots Thielemans
- Chez Toots (Private Music, 1996)
- Live (Challenge Jazz, 2007)
- Live At The Chapiteau DVD (Challenge Jazz, 2012)

Met Tete Montoliu
- Catalonian Rhapsody (Alfa Jazz, 1992)
- Music For Ana (Mas, 1992)

Met Deborah Brown
- Euroboppin' (Alfa Jazz, 1986) with Johnny Griffin
- International Incident (33-Records, 1994)

Met Joe Lovano
- Solid Steps (Jazz Club, 1986) with Bert Joris

Met Larry Schneider
- Milanka (Timeless, 1987) with Diederik Wissels

Met Kenny Wheeler
- California Daydream (Musidisc, 1991)

Met Tommy Flanagan en Hank Jones
- Live in Marciac (TCB Records, 1993)

Met Lee Konitz
- Dialogues (Challenge Jazz, 1997)

Met Bert van den Brink
- Conversations (Challenge Jazz, 1998) met Rick Margitza

Met Johnny Griffin
- Live at the Bim House (Challenge Jazz, 1999) met Von Freeman

Met Bobby Watson
- In The Groove (Challenge Jazz, 1999)

Met Hilde Vanhove
- Insense (2003) met Michel Herr, Billy Hart en Bert Joris

Met Toon Roos
- Angel Dance (Challenge Jazz, 2008) with Peter Erskine

Met Kenny Werner
- Collaboration (Challenge Jazz, 2012)

Met Leonardo Amuedo
- Dolphin Dance (Challenge Jazz, 1994)

### Als producer
Met Eric Vloeimans
- First Floor (Challenge Jazz, 1994)
- Bestarium (Challenge Jazz, 1996)
- Bitches And Fairy Tales (Challenge Jazz, 1998)
- Umai (Challenge Jazz, 2000)
- Hidden History (Challenge Jazz, 2002)
- Fujimundi (Challenge Jazz, 2003)
- Summersault (Challenge Jazz, 2005)
- Gatecrashin' (Challenge Jazz, 2006)
- Hyper (Challenge Jazz, 2006)
- Heavens Above! (Challenge Jazz, 2008)
- Live at Yoshi’s (Challenge Jazz, 2008)

Met Philip Catherine
- Live (Dreyfus, 1996)
- Cole Porter Songbook (Challenge Jazz, 2010)
- Guitars Two (Dreyfus, 2007)
- Cote Jardin (Dreyfus, 2012)

Met John Abercrombie
- That's For Sure (Challenge Jazz, 2000) with Kenny Wheeler
- Brand New (Challenge Jazz, 2003) with Kenny Wheeler
- Topics (Challenge Jazz, 2006) with John Ruocco

Met Jasper van ’t Hof
- Tomorrowland (Challenge Jazz, 1996)
- Un Mondo Illusorio (Challenge Jazz, 1998)
- Un Incontro Illusorio (Challenge Jazz, 2000)

Met Bert van den Brink
- Between Us (Challenge Jazz, 2002)
- Friendship Live (Challenge Jazz, 2007)

Met Harmen Fraanje
- Sonatala (Challenge Jazz, 2003)
- Ronja (Challenge Jazz, 2006)

Met Bob Brookmeyer
- Waltzing With Zoe (Challenge Jazz, 2001)
- Get Well Soon (Challenge Jazz, 2003)

Met Rick Margitza
- Hands Of Time (Challenge Jazz, 1994)
- Game Of Chance (Challenge Jazz, 1996)

Met Enrico Pieranunzi
- Daedalus' Wings (Challenge Jazz, 1999)

Met Dee Daniels
- Live at Biblo DVD (Challenge Jazz, 2004)

Met Nat Adderley
- Good Company (Challenge Jazz, 1994)

Met Clark Terry
- Shades Of Blue (Challenge Jazz, 1994)

Met Denise Jannah
- A Heart Full Of Music (Timeless, 1993)

## Awards
- 1978 winner "beste solist" Laren Jazz Competition
- 1996 Prins Bernhard Muziek Prijs
- 1998 Bird Award op het North Sea Jazz Festival
- 1998 Best Europese Bassist (RTBF/VRT)